# Jerzy Arendt
Jerzy Arendt (ur. 31 sierpnia 1943 w Rypinie) – polski chirurg, proktolog, profesor nauk medycznych, nauczyciel akademicki

## Życiorys
W Gliwicach ukończył szkołę podstawową i V Liceum Ogólnokształcące im. A. Struga. Studiował w latach 1961–1967 na Wydziale Lekarskim Śląskiej Akademii  Medycznej w Zabrzu. Dyplom lekarza otrzymał w styczniu 1968.  

## Praca zawodowa
Pracę rozpoczął w 1968 jako stażysta w Szpitalu Rejonowym w Pyskowicach. Po ukończeniu stażu został powołany do odbycia dwuletniej okresowej służby wojskowej w Elblągu, gdzie był zatrudniony na stanowisku lekarza Izby Chorych Batalionu. Po ukończeniu służby wojskowej, nie mogąc dostać etatu w klinice chirurgicznej, podjął w latach 1972–1974 pracę w Centralnej Stacji Ratownictwa Górniczego w Bytomiu na stanowisku lekarza ratownika i rozpoczął specjalizację z chirurgii ogólnej w ramach wolontariatu w II Katedrze i Klinice Chirurgii Ogólnej w Bytomiu.  Po odbyciu wielu staży naukowych i ukończeniu programu specjalizacji w 1973 uzyskał I st. specjalizacji a w 1977 – II st. specjalizacji z zakresu chirurgii ogólnej. Był zatrudniony II Katedrze i Klinice Chirurgii Ogólnej w Bytomiu kolejno na stanowiskach: asystenta, st. asystenta i adiunkta oraz ordynatora jednego z oddziałów.
Po wygraniu konkursu 16 grudnia 1999 został powołany na stanowisko Kierownika Katedry i Oddziału  Klinicznego Chirurgii Ogólnej i Gastroenterologicznej, którym kierował do czasu przejścia na emeryturę we wrześniu 2013. Następnie po przekształceniu oddziału klinicznego w oddział chirurgii ogólnej nadal był jego kierownikiem do stycznia 2016. Pozostaje zatrudniony w niepełnym wymiarze godzin na stanowisku profesora asystenta oddziału. 
Wprowadził nowe metody w chirurgii koloproktologicznej. Współpracował z Katedrą i Oddziałem Klinicznym Ginekologii i Położnictwa w Bytomiu oraz szpitalem w Gliwicach.

## Działalność naukowa
Stopień naukowy dra n. med. otrzymał w ŚAM 25 czerwca 1981 uchwałą Rady Wydziału Lekarskiego w Zabrzu na podstawie dysertacji „Pojedynczy guzek tarczycy jako problem chirurgiczny w świetle spostrzeżeń własnych”. Na podstawie dorobku naukowego stopień naukowy dra hab. n. med. w zakresie medycyny – chirurgii uzyskał w ŚAM 23.05.1991 w wyniku przeprowadzonego kolokwium i przyjęcia rozprawy habilitacyjnej „Wytwarzanie i  ocena sztucznego odbytu mioplastycznego zapobiegającego niekontrolowanemu oddawania stolca i wiatrów w doświadczeniu własnym”. Tytuł profesora nauk medycznych otrzymał w 2007 decyzją Prezydenta Rzeczypospolitej Polskiej. Od 2003 jest zatrudniony w Państwowej Wyższej Szkole Zawodowej w Nysie w Instytucie Pielęgniarstwa na stanowisku profesora. Był promotorem 6 przewodów doktorskich, opiekunem dwóch prac habilitacyjnych, recenzentem pracy habilitacyjnej i wniosku na tytuł profesora. Jest członkiem wielu towarzystw naukowych. Był prezesem Śląskiego Oddziału Towarzystwa Chirurgów Polskich w latach 2009–2013.  W 2021 został honorowym członkiem Towarzystwa Chirurgów Polskich.
Dorobek naukowy stanowi ogółem 238 pozycji, w tym 112 publikacji w czasopismach krajowych i zagranicznych, 89 streszczeń w materiałach zjazdowych, 36 rozdziałów w książkach i jeden patent zarejestrowany w Polskim Urzędzie Patentowym.

## Działalność społeczno-organizacyjna
Prof. Arendt od 2000 jest przewodniczącym Stowarzyszenia Chirurgicznego „Laparoskop”, które zajmuje się  wspomaganiem materialnym i naukowo-popularyzatorskim na rzecz środowiska szpitalnego, mieszkańców miasta Bytomia i społeczności lekarskiej. Będąc przewodniczącym Śląskiego Oddziału Towarzystwa Chirurgów Polskich zorganizował zebrania propagujące wartości etyczno-moralne w doskonaleniu zawodowym chirurgów. W tym celu przeprowadził wykłady i panele dyskusyjne „Kształtowanie się osobowości chirurga” oraz „Chirurdzy i chirurgia – co o nas i naszej pracy sądzą inni”.

## Ordery i odznaczenia
- Złoty Krzyż Zasługi (2018)[4][5][6][12][13]
- Medal Komisji Edukacji Narodowej (2007)
- Złoty Medal za Długoletnią Służbę (2011)
- Odznaka honorowa „Za wzorową pracę w służbie zdrowia” (1988)
- Medal miasta Bytomia za osiągnięcia naukowe (2009)
- Złoty medal 53 Światowej Wystawy Innowacji i Nowych Technologii „EUREKA” w Brukseli za współautorstwo opracowania biologicznego opatrunku „Chito-Fib” (2004)[12]